# Đại học quốc tế Azerbaijan

Logo của Đại học quốc tế Azerbaijan

Đại học Azerbaijan (tiếng Azerbaijan: Azərbaycan Beynəlxalq Universiteti) là một trường đại học tư thục tại Baku, Azerbaijan. Trường được thành lập năm 1997, hiện có hơn 6000 sinh viên và 268 giảng viên. Trường đạo tạo các bậc cử nhân, cao học và tiến sĩ. Hiệu trưởng của trường hiện nay là tiến sĩ Dr. Elshad Islam Abdullayev, là người đã được UNESCO trao huy chương vàng "vì những thành tựu của ông trong lĩnh vực giáo dục".